# Joan Prats i Vallès
Joan Prats i Vallès (1891 Barcelona – 1970 tamtéž) byl katalánský podnikatel (kloboučník), sběratel umění, promotér a organizátor uměleckých aktivit.

## Životopis
Velmi se zajímal o umění, mezi jeho přátele patřili Max Ernst, Paul Klee, Joan Brossa a Joan Miró. Podporoval zejména básníka Josepa Vicençe Foixe.
V roce 1936, po vypuknutí Španělské občanské války, odešel Joan Prats s Joanem Miróem do Paříže. Během občanské války bojoval za záchranu katalánského kulturního dědictví a pomáhal při katalánské výstavě v Paříži. V poválečném období, poté, co strávil několik měsíců ve vězení, usiloval o mezinárodní sjednocení avantgardistů. Byl vůdčím duchem a zakladatelem Clubu Cobalto 49 (Agrupació artística), kde se setkávala mladá generace s umělci své doby. Byl také aktivní jako konzultant na katalánské umělecké scéně. Vydal mnoho publikací na téma umění, literatura, filozofie, etnologie a antropologie. Prats byl také zakladatel a spolutvůrce magazínu Dau al Set.
Krátce před svou smrtí byl nejvýznamnějším iniciátorem vzniku nadace Joana Miróa, kdy položil její základy velkým darem uměleckých děl. V roce 1975, tři roky po jeho smrti, bylo otevřeno Fundació Joan Miró – Centre d’Estudis d’Art Contemporani. Roku 1976 vznikla v Barceloně Galeria Joan Prats, pojmenovaná po tomto mecenáši.